# فرديناند سيناغا
فرديناند سيناغا (بالإندونيسية: Ferdinand Alfred Sinaga) هو لاعب كرة قدم إندونيسي في مركز نصف الجناح، ولد في 18 سبتمبر 1988 في مدينة بنغكولو في إندونيسيا. شارك مع منتخب إندونيسيا تحت 23 سنة لكرة القدم ومنتخب إندونيسيا لكرة القدم. أما مع النوادي، فقد لعب مع بالي يونايتد وبرسيب باندونغ ونادي سريويجايا ونادي سيمين بادانغ.

## وصلات خارجية
- فرديناند سيناغا على موقع قاعدة بيانات كرة القدم.إي يو (الإنجليزية)
- فرديناند سيناغا على موقع Soccerway.com (الإنجليزية)